# Dolly Buster
Dolly Buster, znana także jako Katja-Nora Bochníčková, właściwie Kateřina Nora Baumberger (z domu Dvořáková) (ur. 23 października 1969 w Pradze) – czesko–niemiecka aktorka, reżyserka i scenarzystka filmów pornograficznych. Po zakończeniu swojej kariery jako europejska gwiazda porno, spróbowała swoich sił jako piosenkarka, aktorka, pisarka i malarka. Ponadto zaangażowała się w politykę.

## Życiorys

### Wczesne lata
Urodziła się w Pradze. Uczęszczała do Państwowej Akademii Sztuki w Pradze. Jej ojciec chciał, by została policjantką, podczas gdy Dolly marzyła o zostaniu weterynarzem lub kosmetyczką. W 1982 w wieku 13 lat wyemigrowała z rodzicami do RFN. Jej ojciec dostał pracę na lotnisku we Frankfurcie. Dolly krótko pracowała w Federalnej Straży Granicznej jako tłumaczka. Kiedy po raz pierwszy odwiedziła klub nocny, zaproponowano jej udział w sesji nagich zdjęć.

### Kariera
W 1987, mając 18 lat nakręciła swój pierwszy film erotyczny. Na planie filmowym poznała austriackiego producenta i reżysera filmów porno Josefa „Dino” Baumbergera, za którego wyszła za mąż 12 marca 1997.
W wieku 39 lat została wybrana w Niemczech „najgorętszą gwiazdą porno”.
Jej magazyn dla dorosłych „OKM” sponsorował kilku zawodników motocyklowych Mistrzostw Świata 250 cm³, austriackiego kierowcę Andreasa „Andy’ego” Preininga i kierowcę motocyklu z bocznym wózkiem Klausa Klaffenböcka.
W 2004 próbowała uzyskać miejsce w Parlamencie Europejskim jako kandydatka czeskiej partii politycznej NEI (Nezávislá erotická iniciativa). Partia uzyskała 0,71% głosów.
Pojawiła się w wersji niemieckiej Ich bin ein Star – Holt mich hier raus! (2004).
1 maja 2011 oficjalnie wystartowała jej telewizja satelitarna o tematyce erotycznej, dostępna też w Iranie, Iraku i Arabii Saudyjskiej.
9 marca 2012 wzięła udział w siódmym sezonie austriackiej wersji Dancing Stars i znalazła się na 6. miejscu.

## Nagrody
| Rok  | Nagroda     | Kategoria                                                  |
| ---- | ----------- | ---------------------------------------------------------- |
| 1997 | Venus Award | Nagroda Specjalna za znakomite wejście                     |
| 2000 | Venus Award | Całokształt twórczości                                     |
| 2001 | Venus Award | Najlepszy projekt strony internetowej www.dolly-buster.com |
| 2003 | Venus Award | Nagroda Specjalna Jury                                     |

## Wybrana filmografia
- 1994: Całkiem normalny (Voll normaaal) jako Gianna S[27]
- 1995: Marys verrücktes Krankenhaus (serial TV)
- 1998: Telefon 110 (Polizeiruf 110 – odc. Das Wunder von Wustermark) jako Dolly Buster
- 2000: Das Taschenorgan jako Thermometer Trixie
- 2001: Welcher Mann sagt schon die Wahrheit (TV)
- 2003: Wyścig o kasę (Crazy Race, TV) jako Dolly
- 2005: Kameniak 3 (Kameňák 3) jako Dolly
- 2010: Underworld Cats jako Beate Truhse[27]

## Dyskografia

### single
- 1995: „Make Love (Make No War)” (wyd. Epic)[28]
- 1996: „Shake It Up” (wyd. Epic)
- 1998: „Schöner fremder Mann (Ich bin Dolly B.)” – CD, Maxi (wyd. EMI Electrola)
- 2010: „Wake Up (Be Good to Me)” z Sin with Sebastian (wyd. LIPstick CONfusion Records)